# Таинственное лекарство
«Таинственное лекарство» (яп. ふしぎなくすり) — мультипликационный фильм. Фильм создан в Японии в 1965 году на студии The Dentsu movie corporation, echo и является первым фильмом режиссёра Таданари Окамото. Фильм был отмечен призом имени Нобуро Офудзи.
Мультфильм цветной, снят на плёнку 16 мм. Является кукольным мультфильмом, куклы изготовлены из дерева и кожи. Продолжительность мультфильма 14 мин. 21 сек.

## Сюжет
Профессор и ученик изготовили замечательное лекарство, улучшающее способности человека. Двое грабителей, босс и подручный, хотят похитить лекарство, чтобы использовать для расширения своих возможностей при ограблениях. Ночью им удаётся похитить лекарство. По требованию босса подручный грабитель пробует лекарство на себе и тут же испытывает сильную боль. Подручный грабитель возвращается с лекарством обратно к профессору и просит, чтобы профессор его простил. Профессор объясняет, что лекарство исправляет злые скручивания в сердце, но когда сердце станет нормальным, то боль прекратится. Сердце грабителя расправляется, и он говорит, что его боссу тоже следует принять лекарство.

## Критика
Профессор Мария Новелли из университета Ка-Фоскари отмечает, что фильм «Таинственное лекарство» был снят под сильным влиянием чешского мастера кукольной анимации Бржетислава Пояра, с которым Окамото встречался. Новелли сравнивает «Таинственное лекарство» со снятым Бржетиславом Пояром и Иржи Трнкой фильмом «Полуночное приключение»:

Его первый [фильм] «Таинственное лекарство» (Fushigina kusuri, 1965: история двух грабителей, пытающихся украсть лекарство из лаборатории учёного) сделан с деревянными куклами, подобными тем, что были у чешских аниматоров в «Полуночном приключении» (Půlnoční příhoda, 1960), и выиграл его первый приз имени Нобуро Офудзи.
Оригинальный текст (англ.)His frst, The Mysterious Medicine (Fushigina kusuri, 1965: the story of two burglars who try to steal medicine from a scientist’s laboratory), is made with wooden puppets similar to those in the Czech animator’s The Midnight Adventure (Půlnoční příhoda, 1960) and won his first Ōfuji Noburō Award. 

## Создатели
- Идея: Синъити Хоси (яп. 星新一), рассказ «Украденные документы» (яп. 盗んだ書類)[3] (В New Zealand Journal of Asian Studies[англ.], где рассказ упоминается под названием ‘Nusumareta shorui’ (The Stolen Document), даются пересказ и анализ рассказа)[4]
- Сценарий: Мура Харуо (яп. 村治夫)
- Режиссёр: Таданари Окамото
- Оператор: Ёсиока Кэн (яп. 吉岡謙)
- Композитор: Риитиро Манабэ[англ.] (яп. 真鍋理一郎)
- Свет: Рюдзо Номура (яп. 野村隆三)
- Куклы изготовили: Сэйити Табата[яп.] (яп. 田畑精一), Сумико Хосака (яп. 保坂純子)

## Награды
- 1965 Приз имени Нобуро Офудзи[5]